# Осока гірська
Осока гірська (Carex montana) — вид рослин родини осокові (Cyperaceae), поширений у Європі й західному Сибіру.

## Опис
Багаторічна дерновинна трав'яниста рослина 10–30 см заввишки. Мішечки запушені, з коротким 2-зубчастим носиком. Колоски овальні, сидячі. Покривні листки колосків з короткою пластинкою, яка не перевищує колосок.

## Поширення
Поширений у Європі й західному Сибіру.
В Україні вид зростає в широколистяних лісах, чагарниках степових чагарників, на узліссях — в південних районах Полісся спорадично; в Лісостепу і лісовому поясі Карпат звичайний.